# 최지성 (1988년)
최지성(1988년 1월 16일~ )은 대한민국의 스타크래프트 II 프로게이머, 전 프로게임단 플레잉 코치이다. Bomber라는 아이디를 사용하며, 종족은 테란이다.

## 소개
2007년 하반기 드래프트에서 이스트로의 4차 지명으로 입단하였다.
2010년 이스트로의 해체 이후 STARTALE에 입단하며 스타크래프트 II 게이머로 전향하였다.
2013년 8월 25일 독일 쾰른의 게임스컴 현장에서 진행되었던 '2013 WCS 시즌2 파이널' 결승전에서 이제동을 4:0으로 꺾고 생애 첫 프리미어 개인리그 우승을 차지했다.
2013년 12월 30일 스타테일과 결별했다.
2014년 1월 29일 레드불과 개인 후원계약 체결을 발표했다.
2014년 9월 1일 샌디스크와 개인 후원계약 체결을 발표했다.
WCS 미국 지역에서 특유의 생산성과 심리전을 바탕으로 많은 대회에서 우승을 하였다.
2015년 4월 28일 스베누에 정식 입단, 친정 팀으로 복귀했다.
2016년 1월 23일 아프리카TV의 스베누 스타크래프트 II 게임단 인수로 인하여 아프리카 프릭스 소속이 되었다.
2016년 스타크래프트2 프로리그에 플레잉코치로 활동하였다.

## 특징
선이 굵은 운영을 가져가는 테란 게이머. 자유의 날개에서나 군단의 심장에서나 테란 게이머는 초반부터 집요하게 상대를 찌르려고 노력한다. 그 찌르는 방법이 정말 게임을 끝내려는 찌르기이든, 병력을 묶어두고 상대의 자원 최적화를 방해하며 시간을 끌려는 찌르기이든 정정당당하게 '난 견제 안 할 테니 너도 하지마, 우리 두 발 딱 붙이고 싸워보자'라는 식의 운영을 가져가는 게이머는 없다.
하지만 최지성은 그러한 운영을 가져간다. 최지성은 분명 중후반 싸움을 좋아하긴 하지만, 40 분이 넘어가는 장기전이나 끊임없이 병력 교환을 해 주는 난전을 선호하는 게이머는 아니다. 최지성의 운영은 자신이 반드시 승리할 수 있는 타이밍을 만들어 내는 운영이다. 예를 들어 테저전이라면 '14 분에 압도적인 병력 우위를 만들어 낸다'라는 계획을 세우고 경기를 하거나, 테프전이라면 '17분에 일꾼을 동원해 경기를 끝낸다'라는 계획을 세우고 경기를 하는 게이머.
이렇게 특정한 타이밍에 압도적인 병력적 우위를 만들어 내려면 필연적으로 생산에서 상대를 찍어 눌러야 하며, 자원 확보에서 상대보다 훨씬 우위에 서야 하고 이 이야기는 자원을 자원 확보와 인프라 확충에 상대보다 집중하는 타이밍이 생기므로 병력적으로 뒤지는 타이밍이 생긴다는 뜻이다. 최지성이 이 타이밍을 넘길 수 있는 이유는 상대에 대한 철저한 연구와 그에 따른 배제가 돋보이기 때문.
이를테면 2014 WCS Global Finals에서 이제동을 상대로 1 병영 이후 가스 채취를 하지 않고 3 사령부까지 올려주는, 황영재 해설과 송병구가 '노양심 빌드'라 일컬었던 빌드를 쓴 것은 이제동이 후반 운영을 노리는 게임을 선호하기에 올인을 들어오지 않는다는 분석을 했기 때문이다. 분명히 올인을 하면 막을 수가 없는 빌드였고, 황영재는 '이건 여성부 리그 문새미 선수가 바퀴 올인해도 이길 수 없는 빌드다' 마지막 경기는 플레티넘 리그가 올인을 해도 이길수 있는 경기 라고 이야기를 할 정도였지만 이제동은 올인을 하지 않았고, 초반 3 사령부를 확보한 최지성이 13~14분 대에 진출하자 안정적인 빌드로 출발한 이제동은 저그가 테란에게 인구수로 뒤지는 기이한 그림에 당황하며 패배할 수 밖에 없었다. 또한 군단의 심장 초창기 테란이 인구수 170~180에서 건설로봇을 동원해 해병, 불곰, 의료선, 바이킹으로 올인을 하는 이른바 '농민 봉기' 또한 최지성이 개발한 빌드.
송병구는 이에 대해 '최지성 선수와 경기를 하면 굉장히 이질감을 느끼는데, 운영이 한방 병력을 완성하는 데에 최적화가 되어 있다.'라고 말하기도 했다. 이렇게 한방 병력 싸움을 선호하는 게이머답게 전투 역시 잘한다. 손은 느리지만 그런 선수들은 보통 멀티 태스킹을 포기하고 한 화면에 집중하며 뛰어난 전투를 보여주는 경우가 많은데 전형적인 그러한 게이머.
또 이런 중후반을 지향한다는 특징을 상대가 인지하고 배를 쨀 경우, 그 배를 찢어버리기 위해 올인도 자주 보여준다. 그래서 최지성을 상대로 어설픈 올인이나 배를 찢는 플레이를 자제할 수 밖에 없게 된다.
이런 게이머들이 다 그러하듯이 침착함과 판단력 또한 훌륭하다. 상대방의 올인이 들어오면 자신이 어느 정도 일꾼 피해까지 감수 할 수 있는 지 정확하고 빠르게 판단을 내려 그만큼의 일꾼을 동원해 막아내고, 맹독충이 본진에 진입했다면 일꾼을 공성전차 사거리 안으로 들이면서 맹독충을 공성전차로 점사하는 등의 빠른 판단이 돋보인다. 시간만 있다면야 다들 하는 판단이지만, 최지성의 경우는 그 판단을 빠르게 내린다는 게 장점.
이 판단력은 공격할 때에도 작용하는데, 끝나겠다 싶으면 뒤도 안 돌아보고 병력과 일꾼을 뿌리채 뽑아 몰아친다. 내 인구수가 180 이고 상대 인구수가 170일 때, 건설로봇을 동원해 들이닥치면 나는 100 기를 잃어 인구수가 80 이 되겠지만 상대는 120 을 잃어 50 이 될 거라면 들이 닥치는 플레이어. 한 마디로 승리하는 법을 알고 있다. 문성원과의 경기에서 패배가 확실해 보였던 상황을 조이기 라인이 넓어지며 약해졌을 때 건설로봇까지 다 끌고나와 일점돌파를 시도해 본진까지 쳐들어가 이겨버린 경기는 최지성의 스타일을 고스란히 보여준다.
약점이 있다면 멀티태스킹과 난전을 수습하는 능력. 손이 느린 게이머들이 오히려 그 느린 손을 전부 전투에 투자하면 뛰어난 컨트롤을 보여주는 것처럼 해병 산개나 전투 시 마이크로는 나쁘지 않지만, 멀티 태스킹에서는 약점을 드러낸다. 변현우를 상대로 2 세트까지는 압도적인 경기 운영과 심리전을 보여주며 그 당시 한창 전성기를 누리던 임재덕에게 빗대어 '테란의 임재덕'이라는 이야기까지 들었으나, 3세트부터 난전을 시도한 변현우의 바이오닉 테란에 역스윕을 내 주었고 2014 WCS Global Finals에서도 문성원의 의료선에 휘둘리며 3:1 로 패배했다.
군단의 심장 이후 다른 선수들은 잡지 못하는 타이밍에 들어가서 압도하거나 판짜기에서 압도하는 모습을 많이 보여주었다. 손이 빠르다는 이신형 선수보다도 전투중에 물량을 훨씬 더 많이 뽑아내는 모습을 보여주면서 물량을 뽑는 능력은 테란중 원탑임을 입증했다. 심지어 이제동 선수와의 2013 WCS Season 2 Finals 결승전에서 보통 테란이 프로토스전에서 200채우는 시간에 저그전에서 200을 찍고 소모전에서 200을 계속 유지하는 흠좀무한 모습을 보여주었다.[7][8] 거기다가 상대방의 맞춤 전략을 짜는 능력도 엄청나다.
다전제 경기인 경우 맞춤빌드가 한번은 나오고 그빌드로는 거의 지지 않고 있다. 밸런스 패치가 될것으로 예상되는 것을 배제하고 플레이 하기도 한다. 즉 앞으로 나와야 하는 빌드를 미리 짜서 플레이 한다.문제점이 없는 것은 아닌데 아직 견제를 막는 것은 잘하나 견제를 가는것을 잘 못한다. 높게 치면 테란 원탑 못해도 최상위 테란중 하나가 되었다.
군단의 심장 초기 저조한 저그전 승률[9] 때문에 위에 지적된 멀티태스킹 문제가 극대화된 것이 아니냐는 지적이 나왔으나 2013 WCS Season 2 Finals 우승과 함께 이런 우려를 불식시켰다. 8강에서 대 테란전만큼은 세계적인 수준으로 평가받는 사샤 호스틴을 상대로 풀세트 접전 끝에 승리했으며, 결승전에서 최근 무시무시한 페이스를 보여주던 이제동을 셧아웃시켰다. 이신형처럼 저그전에서 화려한 부료선 견제를 보여주지는 못해도 남들이 따라하지 못하는 최적화 빌드와 판짜기, 맞춤 전략, 순간 판단력으로 약점을 충분히 보완할 수 있다는 것을 증명한 셈이다. 이미 잘하는 테란전과 토스전에서 그런 모습을 보여주고 있었던 것도 사실이고.
이후 최적화 빌드를 비롯한 패턴이 분석당하면서 특히 저그전을 중심으로 피지컬의 한계가 드러나는 경기도 종종 다시 나오고 있다. 그러나 군단의 심장에서 피지컬 괴물인 김민철, 이신형, 이제동 같은 선수들도 어차피 절대강자의 지위를 유지하지는 못하고 있기 때문에 최지성 또한 여전히 이들과 함께 최상위 프로게이머 중 하나라고 볼 수 있다.
하지만 2014년 들어 Red Bull BattleGrounds Atlanta, Washnington에서 우승하면서 건재함을 증명해내고있다. Red Bull BattleGrounds Washington에서 김도욱을 4:0으로 완파한 결승전 경기는 최지성의 팬이라면 필견. 메카닉, 해탱 등 모든 체제로 김도욱을 상대하여 승리했으며 손이 느린 편임에도 불구하고 병력 회전력에서 김도욱을 압도했다.
또한 2014 WCS America Season 3에서 시즌2에서 이루지못했던 우승컵을 차지했다. 어떻게보면 북미에서의 마지막 WCS가 될 수 있는 최지성에게 있어 이 우승컵은 상당히 의미있다고 볼 수 있다.
당연하지만 이런 두뇌파 선수는 스타 2 초기라면 모를까 체계화된 스타판에서는 설사 엔트리가 예고된다고 해도 팀리그에 썩 잘 맞지 않는 선수다. 프로리그에서는 판짜기와 상대 분석보다는 기본기 싸움이 중요하기 때문. GSTL에서 날아다녔고 전성기가 지나고도 APM빨로 프로리그에서는 괜찮은 성적을 찍는 황강호, 최용화 등에 비하면 최지성은 갈수록 팀리그에서는 개인리그에서 보여주는 노익장급의 포스가 안나온다. 그래도 기본기빨로 많은 경기 굴리지 않고 엔트리 보고 상대 특정 선수를 저격하는 용도로 쓰면 개인리그에서처럼 위력적인 모습을 보여준다는 점에서 스타 1 시절의 저그 김윤환과도 유사한 느낌이 있다.

## 주요 성적
스타크래프트 II : 프리미어 개인리그 우승 5회, 준우승 2회

#### 스타크래프트 II

##### 선수 경력
- 2011년 LG 시네마 3D 글로벌 스타크래프트 II 리그 May Code A 우승(4:2 정종현)
- 2011년 LG 시네마 3D 슈퍼 토너먼트 32강
- 2011년 펩시콜라 글로벌 스타크래프트 II 리그 July Code S 8강
- 2011년 펩시콜라 글로벌 스타크래프트 II 리그 Aug. Code S 16강
- 2011년 소니 에릭슨 글로벌 스타크래프트 II 리그 Oct. Code S 16강
- 2011년 MLG Raleigh 우승 (4:1 최종환)
- 2011년 DreamHack Summer 2011 3위
- 2011년 MLG Orlando 6위
- 2011년 소니 에릭슨 글로벌 스타크래프트 II 리그 Nov. Code S 32강
- 2011년 MLG Providence 17위
- 2012년 핫식스 2012 글로벌 스타크래프트 II 리그 시즌 1 Code S 32강
- 2012년 핫식스 2012 글로벌 스타크래프트 II 리그 시즌 2 Code A 24강
- 2012년 무슈제이 2012 글로벌 스타크래프트 II 리그 시즌 3 Code A 32강
- 2012년 핫식스 2012 글로벌 스타크래프트 II 리그 시즌 4 Code S 32강
- 2012년 핫식스 2012 글로벌 스타크래프트 II 리그 시즌 5 Code A 32강
- 2012년 핫식스 2013 글로벌 스타크래프트 II 리그 시즌 1 Code S 16강
- 2012년 IPL 4 스타크래프트2 8강
- 2012년 RedBull Battle Ground Austin 준우승
- 2012년 IEM Season VII - Global Challenge Cologne 8강
- 2012년 MLG Dallas Fall Championship 3위
- 2012년 Lone Star Clash 2 준우승
- 2012년 IPL5 스타크래프트2 4위
- 2012년 Ritmix RSL Season 2 4위
- 2013년 2013 MLG Winter Championship 8강
- 2013년 제4회 인천 실내무도아시아경기대회 스타2 부문 국가대표 선발전 8강
- 2013년 2013 WCS 코리아 시즌 1 망고식스 글로벌 스타크래프트 II 리그 Code S 8강
- 2013년 2013 Ritmix Russian StarCraft II League Season 5 준우승
- 2013년 2013 WCS 코리아 시즌 2 옥션 올킬 스타리그 4강 (2013 WCS 시즌 2 파이널 진출)
- 2013년 2013 WCS 시즌 2 파이널 우승 (4:0 이제동)
- 2013년 2013 WCS 코리아 시즌 3 조군샵 글로벌 스타크래프트 II 리그 32강
- 2013년 2013 WCS 코리아 시즌 3 챌린저리그 32강 (기권)
- 2013년 2013 WCS 글로벌 파이널 4강
- 2013년 2013 핫식스컵 라스트 빅매치 8강
- 2014년 IEM Season VIII - Sao Paulo 8강
- 2014년 2014 WCS 아메리카 시즌 1 프리미어리그 8강
- 2014년 Lone Star Clash 3 3위
- 2014년 HomeStory Cup IX 8강
- 2014년 2014 MLG Anaheim 16강
- 2014년 2014 WCS 아메리카 시즌 2 프리미어리그 준우승 (3:4 양희수)
- 2014년 2014 Red Bull Battle Grounds: Atlanta 우승 (3:1 최성훈)
- 2014년 2014 DreamHack Open: Valencia 16강
- 2014년 The Big One 8강 (기권)
- 2014년 2014 Taiwan Open 8강
- 2014년 2014 KeSPA컵 8강
- 2014년 2014 Red Bull Battle Grounds: Washington 우승 (4:0 김도욱)
- 2014년 2014 WCS 아메리카 시즌 3 프리미어리그 우승 (4:2 김민혁)
- 2014년 2014 WCS 글로벌 파이널 8강
- 2014년 Kung Fu Cup 2014 #1 16강
- 2014년 IEM Season IX - San Jose 4강
- 2015년 2015 글로벌 스타크래프트 II 리그 시즌 1 코드 S 32강
- 2015년 2015 스베누 글로벌 스타크래프트 II 리그 시즌 2 코드 S 16강
- 2015년 2015 핫식스 글로벌 스타크래프트 II 리그 시즌 3 코드 S 32강
- 2015년 SanDisk SHOUTcraft Invitational II 4위
- 2015년 DreamHack ROCCAT LotV Championship 8강
- 2016년 2016 핫식스 글로벌 스타크래프트 II 리그 시즌 1 코드 A 60강
- 2016년 2016 핫식스 글로벌 스타크래프트 II 리그 시즌 2 코드 A 48강
- 2016년 스타크래프트 II 스타리그 2016 시즌2 16강
- 2019년 2019 마운틴듀 글로벌 스타크래프트 II 리그 시즌 3 코드 S 32강

##### 코치 경력
- 2015년 SK텔레콤 스타크래프트 II 프로리그 2015 1라운드 스타테일
- 2016년 SK텔레콤 스타크래프트 II 프로리그 2016 아프리카 프릭스